# Ƿ

Ƿ ƿ

윈(Wynn, Ƿ ƿ)은 고대 영어 알파벳 문자의 하나이다. 현재는 이 문자가 P와 비슷하게 생겼다는 이유로 사용되지 않으며 W로 대체되었다.

## 같이 보기
- Ϝ
- Ð
- Þ
- Ȝ